# Magomiedgadży Chatijew
Magomiedgadży Chatijew (ros. Магомедгаджи Магомедович Хатиев ;ur. 17 stycznia 1992) – rosyjski, a od 2012 roku azerski zapaśnik startujący w stylu wolnym. Zajął piąte miejsce na mistrzostwach świata w 2015. Jedenasty na mistrzostwach Europy w 2013. Piąty w Pucharze Świata w 2016. 
Mistrz Europy kadetów w 2009, wicemistrz U-23 w 2015 roku.